# Lake Liddell
Lake Liddell är en sjö i Australien. Den ligger i delstaten New South Wales, i den sydöstra delen av landet, omkring 170 kilometer norr om delstatshuvudstaden Sydney. Lake Liddell ligger 128 meter över havet. Arean är 10,8 kvadratkilometer. Den sträcker sig 5,0 kilometer i nord-sydlig riktning, och 4,1 kilometer i öst-västlig riktning.
Runt Lake Liddell är det i huvudsak tätbebyggt. Runt Lake Liddell är det mycket glesbefolkat, med 4 invånare per kvadratkilometer. Genomsnittlig årsnederbörd är 1 103 millimeter. Den regnigaste månaden är februari, med i genomsnitt 195 mm nederbörd, och den torraste är maj, med 39 mm nederbörd.